# Wapen van Brabantse Delta

Wapen van Brabantse Delta

Het wapen van het waterschap Brabantse Delta werd op 16 juni 2004 aan het waterschap Brabantse Delta toegekend.

## Blazoenering
De blazoenering van het wapen luidt als volgt:
Doorsneden door een golvende dwarsbalk van azuur, golvend gezoomd van zilver; I gedeeld; a in sabel een leeuw van goud, getongd en genageld van keel; b in goud een jachthoorn van azuur, geopend, gemond en gesnoerd van keel, beslagen van zilver; II in keel drie schuinkruisjes van zilver. Het schild gedekt met een gouden kroon van vijf bladeren en gehouden door twee leeuwen van goud, getongd en genageld van keel.
Het wapen is horizontaal doorsneden door een blauwe golvende dwarsbalk met aan weerszijden een smalle zilveren rand. Het bovenste deel is verticaal gedeeld; in het eerste deel een gouden leeuw met rode tong en nagels op een zwarte ondergrond en in het tweede deel een blauwe met zilver beslagen jachthoorn op een gouden ondergrond. Onder drie rode andreaskruisjes in een rood vlak. Op het wapen is een markiezenkroon geplaatst. Twee gouden leeuwen met rode tong en nagels dienen als schildhouders.

## Geschiedenis
De elementen in het wapen zijn afkomstig van de wapens van de voormalige waterschappen Mark en Weerijs, Land van Nassau, Hoogheemraadschap van West-Brabant, de Dongestroom en het Scheldekwartier, waaruit het waterschap in 2004 is ontstaan. De Hoge Raad van Adel heeft bij het ontwerp de historisch belangrijkste elementen gekozen om te voorkomen dat het wapen te druk zou worden.
Het belangrijkste element is de Brabantse leeuw. De jachthoorn van Oranje symboliseert de verdiensten van dit geslacht voor de inpolderingen binnen het gebied. De voormalige baronie Breda en het markiezaat Bergen op Zoom worden gesymboliseerd door de drie andreaskruisjes. Deze kwamen in de wapens van drie van de voorgangers van het waterschap voor. De golvende dwarsbalk symboliseert het waterbeheer, waarbij de zilveren lijnen, nodig vanwege het heraldisch kleurgebruik, aangeven dat het waterschap het karakter van een delta heeft. De schildhouders, ondergrond en de kroon zijn afkomstig van het wapen van het hoogheemraadschap West-Brabant.

## Verwante wapens
Hieronder staan afbeeldingen van de wapens waaruit de elementen afkomstig zijn, plus de wapens van de voorgangers van het waterschap waaruit geen elementen zijn overgenomen.

Het wapen van Noord-Brabant
Het wapen van Breda
Het wapen van Land van Nassau
Het wapen van West-Brabant
Het wapen van De Dongestroom
Het wapen van Het Scheldekwartier

Aa en Maas ·
Amstel, Gooi en Vecht ·
Brabantse Delta ·
Delfland ·
De Dommel ·
Hollands Noorderkwartier ·
Hollandse Delta ·
Limburg ·
Hunze en Aa's ·
Noorderzijlvest ·
Rijnland ·
Rivierenland ·
Schieland en de Krimpenerwaard ·
De Stichtse Rijnlanden ·
Vallei en Veluwe ·
Vechtstromen · 
Fryslân